# Araeolaimus texianus
Araeolaimus texianus är en rundmaskart som beskrevs av Benjamin G. Chitwood 1951. Araeolaimus texianus ingår i släktet Araeolaimus och familjen Axonolaimidae. Inga underarter finns listade i Catalogue of Life.